# Epoca de Aur (România)
Epoca de Aur este numele pe care propaganda oficială a vremii l-a atribuit perioadei istorice în care la conducerea Republicii Socialiste România s-a aflat dictatorul Nicolae Ceaușescu, între anii 1965-1989. Expresia Epoca de Aur a apărut și a fost folosită în anii '80, interval marcat în special de cultul personalității lui Nicolae Ceaușescu și al familiei acestuia. De altfel, un alt termen utilizat de instituțiile și presa oficială pentru a desemna această perioadă era Epoca Nicolae Ceaușescu.

## Context
Instaurarea comunismului în România a început în 1945, odată cu ocupația sovietică, iar Republica Populară Română a fost proclamată pe 30 decembrie 1947. Sistemul liberal a fost abolit și Regele Mihai silit să abdice. Sub conducerea lui Gheorghe Gheorghiu-Dej, prim-secretarul Partidului Muncitoresc Român, și sub atenta îndrumare a URSS, a început o amplă acțiune de sovietizare a țării care a durat până spre sfârșitul vieții liderului comunist. În 1964, cu un an înainte de moartea sa, Gheorghiu-Dej a decis să imprime un nou curs regimului politic, dând semnalul începerii desprinderii României de pe orbita Uniunii Sovietice. Între 15 – 22 aprilie 1964, în cadrul Plenarei Lărgite a C.C. al P.M.R., a fost dată publicității Declarația cu privire la poziția P.M.R. în problemele mișcării comuniste și muncitorești internaționale, considerată mai apoi primul pas într-o politică de autonomie față de URSS.
Bolnav de cancer, Gheorghiu-Dej a încetat din viață la 19 martie 1965. Pe 22 martie 1965, Nicolae Ceaușescu, un lider care răspundea de sectoarele cheie ale puterii, armata, securitatea, justiția și miliția, a fost ales prim-secretar al partidului în cadrul Plenarei C.C. al P.C.R.
În primii ani de după venirea sa la putere, Ceaușescu a continuat politica de ieșire de sub tutela Moscovei începută de Gheorghiu-Dej înainte de moartea sa. În plan extern, Ceaușescu a inițiat o deschidere față de Occident, intensificând schimburile comerciale, politice, culturale și științifice dintre RSR și statele din Vest. România a fost prima țară din lagărul socialist care a stabilit relații diplomatice la rang de ambasadă cu Republica Federală Germania, pe 31 ianuarie 1967. De asemenea, RSR a fost singurul stat comunist care nu a rupt relațiile diplomatice cu Israelul în urma Războiului de Șase Zile.  Dar unul din cele mai cunoscute momente politice din acei ani a fost condamnarea de către Nicolae Ceaușescu a intervenției militare, începută în noaptea de 20 spre 21 august 1968, a trupelor Pactului de la Varșovia în Cehoslovacia, intervenție care a pus capăt Primăverii de la Praga. Pe 21 august, la o manifestație organizată în Piața Palatului din București la care au luat parte zeci de mii de oameni, Ceaușescu a ținut un discurs de la balconul clădirii C.C. al PCR în care a calificat invazia armatelor țărilor comuniste drept „o mare greșeală, o primejdie gravă pentru pacea în Europa”. Discursul cu puternice accente antisovietice i-a creat lui Ceaușescu o mare popularitate la nivel intern și extern.
În această perioadă de început a regimului Ceaușescu au avut loc numeroase vizite bilaterale la nivel înalt. Președinții americani Richard Nixon și Gerald Ford, precum și președintele francez Charles de Gaulle au vizitat România, iar Nicolae Ceaușescu a fost primit la Washington de președintele Jimmy Carter, iar la Paris de Georges Pompidou. S-au intensificat semnificativ și relațiile economice cu țările occidentale. În 1971, RSR a fost primită în  Acordul General pentru Tarife și Comerț, iar în 1972 în Fondul Monetar Internațional, încheind apoi un acord cu Banca Internațională pentru Reconstrucție și Dezvoltare. În 1975, Statele Unite au acordat României Clauza națiunii celei mai favorizate. Toate aceste tratate și înțelegeri au adus o oarecare prosperitate pe plan intern populației, care a beneficiat în același timp de o relativă deschidere și de un dezgheț în domeniile cultural, artistic sau științific. Publicații cunoscute din Occident au început să pătrundă în RSR, iar anumitor categorii sociale (scriitori, actori, sportivi etc) le-a fost permis în anumite condiții să călătorească peste hotare. Au existat filme realizate în coproducție cu studiouri din RFG, Franța sau Italia, iar unor companii străine li s-a dat acceptul să investească în RSR: Renault la Pitești, Citroën la Craiova etc.
Acesta era contextul în care, pe data de 6 iulie 1971, Nicolae Ceaușescu a ținut un discurs  în fața Comitetului Politic Executiv al Partidului Comunist Român care a marcat o nouă perioadă de îngheț politic și reîntoarcere la realismul socialist. Discursul se intitula „Propuneri de măsuri pentru îmbunătățirea activității politico-ideologice, de educare marxist-leninistă a membrilor de partid, a tuturor oamenilor muncii”, dar este mult mai cunoscut în istoriografie sub numele de Tezele din iulie.

## Tezele din iulie

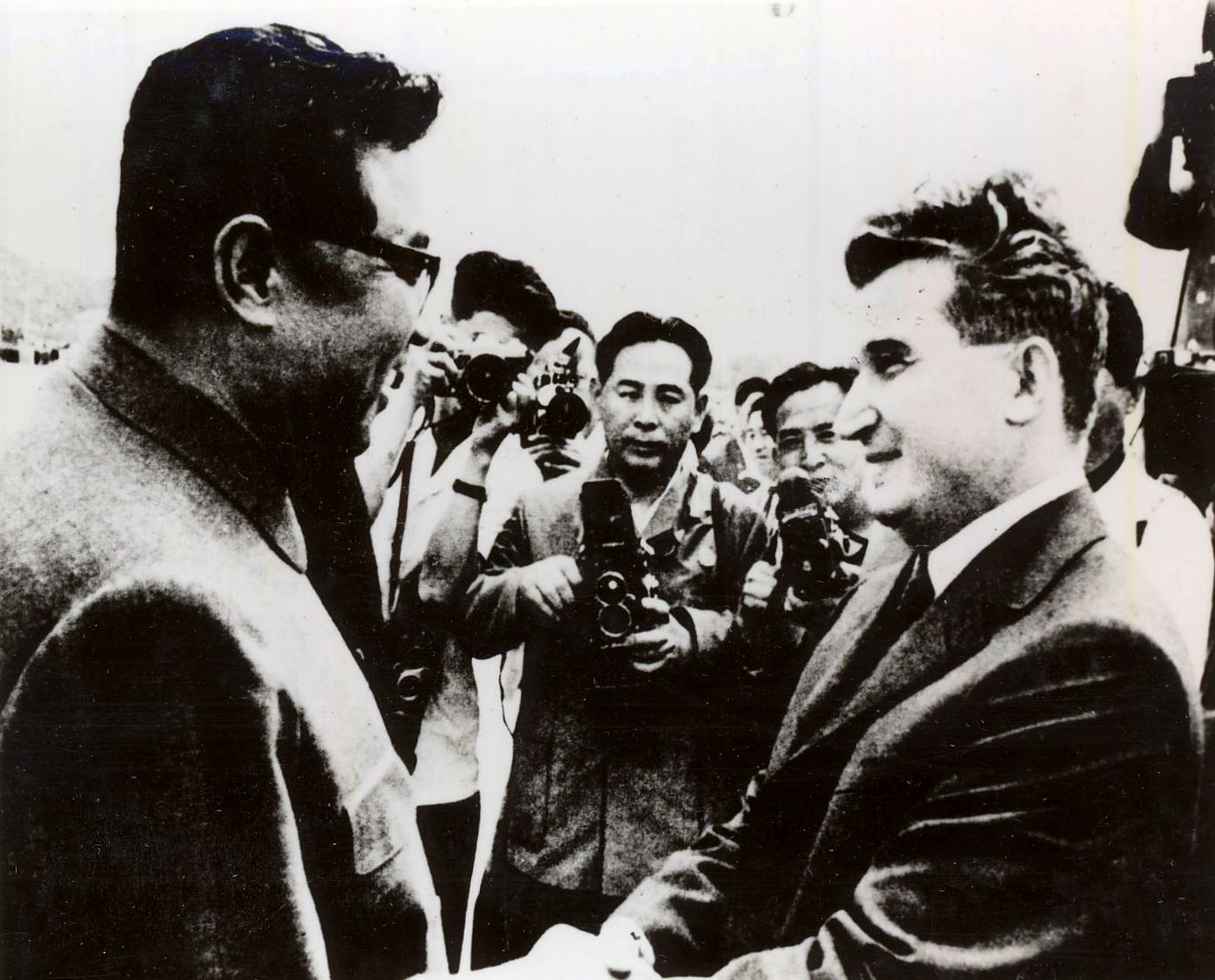
Nicolae Ceaușescu și Kim Ir Sen cu prilejul vizitei delegației de partid și guvernamentale în R.P.D. Coreeană

În iunie 1971, Nicolae Ceaușescu și alți oficiali de partid și de stat au efectuat o vizită de lucru în patru țări din Asia: Republica Populară Chineză (1-9 iunie), Republica Populară Democrată Coreeană (9-15 iunie), Republica Democrată Vietnam (15-19 iunie) și Republica Populară Mongolă (21-24 iunie). În acea vreme, China lui Mao Zedong se afla în plină Revoluție Culturală, iar Coreea de Nord era un stat izolat, marcat pe plan intern de o dictatură extrem de strictă și de un amplu cult al personalității președintelui Kim Ir Sen. 
Acesta dezvoltase doctrina Juche („prin forțe proprii”), o teză care propovăduia un socialism cu caracteristici proprii. Printre principiile pe care se baza doctrina Juche se numărau o puternică postură militară și recurgerea doar la resursele naționale pentru dezvoltarea țării. Cei trei stâlpi ai doctrinei, enunțați de Kim Ir Sen în discursul său din 14 aprilie 1965, intitulat „Despre construcția socialismului și revoluția sud-coreeană în Republica Populară Democrată Coreeană”, erau: suveranitatea politică, independența economică și
autonomia militară. Practic, doctrina intenționa instituirea unui autoritarism izolaționist și autosuficient.
Se pare că Ceaușescu a fost profund impresionat de primirea care i-a fost făcută, marcată de manifestații publice și spectacole grandioase, precum și de felul în care liderii chinez și nord-coreean își conduceau țările, folosindu-se de Revoluția Culturală și de Tezele Juche. Unii comentatori consideră vizita liderului comunist român în țările din Asia drept principalul motiv pentru înghețul politic și cultural, hecatomba economică și izolaționismul în care s-a afundat România în anii care au urmat.
Există însă numeroși istorici și autori, printre care Adrian Cioroianu, Florin Constantiniu, Ioan Scurtu sau Vladimir Tismăneanu, care susțin că mini-revoluția culturală a lui Ceaușescu a fost lansată încă din anii 1968-1969, deci înainte de vizita în Asia. Acești autori consideră că liderul comunist român era de fapt un stalinist convins și că vizita în China și Coreea de Nord, din iunie 1971, doar i-a întărit lui Nicolae Ceaușescu o orientare ideologică deja formată.
În orice caz, pe data de 6 iulie 1971, Nicolae Ceaușescu a convocat o ședință a Comitetului Politic Executiv al PCR în care a citit documentul intitulat „Propuneri de măsuri pentru îmbunătățirea activității politico-ideologice, de educare marxist-leninistă a membrilor de partid, a tuturor oamenilor muncii”. A doua zi, pe 7 iulie, documentul prezentat de Ceaușescu a fost publicat în oficiosul Scînteia. Pe data de 9 iulie, Secretarul General al PCR a prezentat o expunere a aceluiași document la tribuna Consfătuirii de lucru a activului de partid din domeniul ideologiei și al activității politice și cultural-educative. Cele 17 propuneri din această expunere, supranumite „Tezele din iulie”, sunt considerate de specialiști drept începutul unei „mini-Revoluții Culturale”, o ofensivă neo-stalinistă împotriva autonomiei culturale și un apel privind întoarcerea la conducerea strictă a realismului socialist.